# James C. Van Horne
James Carter Van Horne (* 1935) ist ein US-amerikanischer Wirtschaftswissenschaftler und Hochschullehrer, der unter anderem zwischen 1975 und 1976 stellvertretender Assistierender Staatssekretär im US-Finanzministerium sowie 1978 Präsident der American Finance Association war.

## Leben
Van Horne begann nach dem Schulbesuch zunächst ein grundständiges Studium an der DePauw University, das er 1957 mit einem Bachelor of Arts (B.A.) abschloss. Ein postgraduales Studium im Fach Management an der Northwestern University beendete er 1961 mit einem Master of Business Administration (M.B.A.), ehe er dort 1964 einen Doctor of Philosophy (Ph.D.) erwarb. Im Anschluss übernahm er 1965 eine Professur für Wirtschaftswissenschaften an der wirtschaftswissenschaftlichen Fakultät (Business School) der Stanford University. In der Folgezeit war er von 1970 bis 1973 auch Direktor des M.B.A.-Studiengangs sowie zwischen 1973 und 1975 erstmals Prodekan für akademische Angelegenheiten der Stanford Business School.
Seine akademische Lehr- und Verwaltungstätigkeit an der Stanford University unterbrach Van Horne, als er zwischen 1975 und 1976 stellvertretender Assistierender Staatssekretär im US-Finanzministerium (Deputy Assistant Secretary of the US Treasury Department) war. Anschließend nahm er seine Professur wieder auf und war zwischen 1976 und 1980 abermals Prodekan für akademische Angelegenheiten der Stanford Business School. 1984 wurde er zudem für ein Jahr Präsident der American Finance Association. 
1985 wechselte Van Horne in die Privatwirtschaft und wurde Mitglied des Board of Directors von Montgomery Street Income Securities Inc., deren Vorstandsvorsitzender er zwischen 1991 und 2004 war. Zugleich war er von 2001 bis 2005 Mitglied des Board of Directors der Suntron Corporation und wurde danach 2005 Mitglied des Board of Directors des Informationstechnik-Unternehmens Synnex. Daneben war er zeitweilig Mitglied des Board of Directors der Knudsen Corporation, der Impell Corporation, der United California Bank sowie des Nationalen Büros für Wirtschaftsforschung NBER (National Bureau of Economic Research). Ferner engagierte er sich zeitweise als Präsident der Western Finance Association sowie im Financial Economists Roundtable.

## Veröffentlichungen
- Financial management and policy, Prentice-Hall International, Erstauflage 1968, 12. Auflage 2002, ISBN 0-1303-2657-7
- The function and analysis of capital market rates, Prentice-Hall, 1970, ISBN 0-1333-1942-3
- Fundamentals of Financial Management. And Stock-trak Access Card, Blackwell Publishers, Erstauflage 1971, 12. Auflage 2007, ISBN 1-4058-3288-6
- Financial market rates and flows, Prentice Hall, 6. Auflage 2001, ISBN 0-1301-8044-0